# Syracuse Blazers
Die Syracuse Blazers waren ein US-amerikanisches Eishockeyfranchise aus Syracuse, New York.  

## Geschichte
Die Syracuse Blazers wurden 1967 als Franchise der Eastern Hockey League gegründet. Deren Meistertitel gewannen sie in der Saison 1972/73. Nachdem die Liga anschließend aufgelöst wurde, wechselten die Blazers in die erstmals ausgetragene North American Hockey League. Deren Meistertitel, den Lockhart Cup, gewannen sie in den Spielzeiten 1973/74 und 1976/77 ebenfalls. Nachdem die NAHL 1977 aufgelöst wurde, stellten auch die Syracuse Blazers den Spielbetrieb ein.    

## Saisonstatistik (NAHL)
Abkürzungen: GP = Spiele, W = Siege, L = Niederlagen, T = Unentschieden, OTL = Niederlagen nach Overtime SOL = Niederlagen nach Shootout, Pts = Punkte, GF = Erzielte Tore, GA = Gegentore, PIM = Strafminuten
| Saison  | GP | W  | L  | T | OTL | SOL | Pts | GF  | GA  | Platz    | Playoffs                        |
| 1973/74 | 74 | 54 | 16 | 4 | —   | —   | 112 | 359 | 219 | 1., NAHL | Lockhart Cup                    |
| 1974/75 | 74 | 46 | 25 | 3 | —   | —   | 95  | 345 | 232 | 1., NAHL | —                               |
| 1975/76 | 74 | 38 | 33 | 3 | —   | —   | 79  | 284 | 278 | 2., East | Niederlage in der zweiten Runde |
| 1976/77 | 73 | 48 | 22 | 3 | —   | —   | 99  | 372 | 261 | 1., NAHL | Lockhart Cup                    |